# 조시 도널드슨
조슈아 애덤 도널드슨(영어: Joshua Adam Donaldson, 1985년 12월 8일 ~ )은 미국의 야구 선수이자, 메이저 리그의 아메리칸 리그에 소속된 미네소타 트윈스의 야구 선수이다. 오클랜드 애슬레틱스 소속이었던 2014년에는 올스타로도 뽑혔으며, 블루제이스로 이적한 직후인 2015년에는 양리그에서 가장 많은 표를 얻으며 올스타로 선출된다. 2015년에는 시즌이 끝난 이후에 아메리칸 리그의 MVP로 선출된다.

## 생애

### 메이저 리그 이전
고등학교는 자신이 살고 있는 지역에 있는 학교로 진학했지만, 팀 메이트로부터 질투나 시기, 괴롭힘을 받았다. 그로 인해 아들의 재능이 피워지지 못할까 두려웠던 어머니에 의해서 도널드슨의 친구인 P.J. 월터스가 다니고 있던 학교로 전학가게 된다..
고등학교 시절에는 투수와 유격수를 했으며, 야구외에도 미식축구와 농구를 했다. 미식축구에서는 한시즌 인터셉트 수에서 고교기록을 갱신할 정도로 잘했다.
대학교는 오번 대학교로 진학했다.

### 시카고 컵스
2007년에 있었던 MLB드래프트에서 시카고 컵스에게 1라운드 전체 48순위로 지명되어 입단하게 된다.

### 오클랜드 애슬레틱스
2008년 7월 8일에 맷 머턴, 에릭 패터슨, 션 갤러거와 함께 리치 하든, 채드 고딘과의 4대2 트레이드로 오클랜드 애슬레틱스로 이적하게 된다.
커트 스즈키가 부상자 리스트에 오르는 것과 동시에 2010년 4월 30일에 메이저 리그로스터에 처음으로 등록되고, 등록된 날에 대타로서 토론토 블루제이스전에 타석에 서게 된다. 결과는 삼진이었다.
하지만, 다음날인 5월 1일에 있었던 경기에서 대나 이브랜드를 상대로 초구를 쳐서 자신의 메이저 리그 첫 안타를 2점 홈런으로 기록한다.
2011년에는 메이저 리그에서 한경기도 출장하지 못했다. 트리플A에서는 115경기에 나와서 2.61의 타율과 17개의 홈런, 70개의 타점을 기록했다.
2012년에는 2년만에 다시 메이저 리그승격을 이루어 냈다. 8월이후에는 브랜든 인지를 대신해서 주전3루수로 뛰게 되었다.

#### 2013년 - 첫 풀타임 시즌
2013년에는 주전 3루수로서 시즌을 시작하게 된다. 시즌 중반에는 엄청난 활약을 펼치던 추신수등과 함께 올스타에 선출되지 못한 아까운 선수 10인에 뽑힌다. 전반기 마지막 경기가 치러졌던 7월 16일에 있었던 보스턴 레드삭스와의 경기에서는 11회말 팀을 승리로 이끄는 끝내기 안타를 기록하며 해결사로서의 면모를 뽐낸다. 9월에는 25경기에 나와서 3.37의 타율과 5홈런, 16타점을 기록하며 소속팀인 오클랜드 애슬래틱스를 서부지구 1위로 이끄는 등의 활약을 바탕으로 아메리칸 리그 9월 이달의 선수로 뽑힌다. 시즌에서는 158경기에 나와서 3.01의 고타율과 24개의 홈런, 93개의 타점을 기록한다.
디트로이트 타이거스와 펼쳐진 아메리칸 리그 디비전 시리즈에서는 5경기에 나와서 타율과 출루율이 각각 .143과 .182에 그쳤으며, 타점과 장타도 하나도 기록하지 못하는 등 부진한 모습을 보였다. 팀은 아쉽게도 5차전에서 패배하며 도널드슨도 시즌을 마감한다. 포스트시즌에서는 부진했지만 오프시즌에서는 MVP투표에서 4위로 선정되기도 하는 등 주전으로서 맞이한 첫시즌부터 화려하게 보냈다.

#### 2014년 - 첫 올스타 선출
9월 10일에 있었던 시카고 화이트삭스와의 경기에서는 데뷔 후 처음으로 5안타를 기록한다. 9월 22일에 있었던 필라델피아 필리스와의 경기에서는 10회말에 상대 투수인 미구엘 곤잘레스를 상대로 끝내기 홈런을 쳐낸다. 이는 자신의 시즌 3호 끝내기 홈런이었다. 7월 4일에는 커리어 사상 처음으로 올스타전에 선출되며, 같은 달 16일에 타깃 필드에서 열린 올스타전에서는 8번타자 3루수로 선발출전하지만 2타수 무안타로 물러난다. 시즌에서는 전년과 같은 158경기에 나왔지만 타율은 전년에 비해 많이 떨어진 .255를 기록하였다. 하지만, 홈런과 타점수는 5개씩 증가했으며, 30개에 1개 모자른 29개의 홈런과 100개에 2개 모자른 98개의 타점을 기록한다. 더해서, 처음으로 올스타전에 선출되기도 하였으며, ESPN의 칼럼니스트인 버스터 올니는 최근 2시즌간 53개의 홈런과 191개의 타점을 기록한 타자라며 워싱턴 내셔널스의 앤서니 렌던과 텍사스 레인저스의 아드리안 벨트레를 제치고 도널드슨을 최고의 3루수로 평가하기도 했다.
시즌이 끝난 후인 11월 28일에는 브렛 로우리, 션 놀린, 프랭클린 바레토, 켄달 그레이브맨과의 4대1 트레이드로 인해 토론토 블루제이스로 이적하게 된다. 이에 대해 도널드슨은 갑자기 트레이드 된것은 충격적이지만 새로운 팀에서 즐겁게 보낼것이라며 심경을 밝혔다.

### 토론토 블루제이스

#### 2015년 - 아메리칸 리그 MVP
이적 후에는 개막전부터 좋은 컨디션을 보이며, 전반기에만 89경기에 출전하여 .293의 타율과 21개의 홈런, 60타점, 0.884의 OPS를 기록한다. 이러한 활약을 바탕으로 올스타 투표에서는 양리그에서 가장 많은 1,400만 표를 얻으며 선출된다. 후반기에도 좋은 컨디션을 유지하며, 8월 4일부터 10일까지 7경기에 나와서 .385의 타율과 5개의 홈런, 8타점, 9득점을 기록하며 팀동료인 데이비드 프라이스와 함께 이 주의 선수로 뽑힌다. 시즌에서는 3년 연속으로 158경기에 나와서 3할에는 도달하지 못했지만, .297의 타율과 41개의 홈런, 123타점, 0.939의 OPS라는 커리어하이의 성적을 기록한다. 개인 커리어 처음으로는 타점왕을 차지했으며, 득점, 루타수, 희생플라이 부문에서도 리그 1위를 차지했다. 그리고 호세 바티스타, 에드윈 엔카나시온과 함께 35홈런, 110타점을 기록하며 팀의 타선을 이끈다. 수비면에서도 18개의 실책을 기록했지만 수비방어점에서는 +11점을 기록하며 타격과 수비 양면에서 좋은 모습을 보인다. 포스트 시즌에서는 텍사스 레인저스와의 디비전 시리즈에서 타율은 .222, 2개의 홈런과 4개의 타점을 기록하며, 캔자스시티 로열스와의 챔피언십 시리즈에서는 1개의 홈런을 쳤지만 타율은 .261로 낮았다.
시즌이 끝난 후에는 리그에서 3루수 부문 실버 슬러거를 획득했으며, 에인절스의 마이크 트라웃을 또 2위로 밀어내며 커리어 사상 처음으로 아메리칸 리그 MVP를 획득한다. 또한, 내셔널 리그의 MVP를 수상한 브라이스 하퍼와 함께 행크 아론 상도 수상한다.

#### 2016년
시즌이 시작되기 전인 2월 9일에는 소속팀인 블루제이스와 2년 2,900만 달러의 계약을 맺는다. 5월 15일에 있었던 텍사스 레인저스와의 벤치 클리어링에서 폭력행위를 행했다는 이유로 같은 달 17일에 사무국으로부터 벌금처분을 받는다. 8월 29일에 있었던 미네소타 트윈스와의 홈경기에서는 2번타자로 나와서 3개의 홈런을 기록한다. 이는 블루제이스 역사상 16번째에 해당했으며, 3번째 홈런을 친 후 홈팬들은 그것에 대한 경의로 경기장 안으로 모자를 던진다. 8월달에만 9개의 홈런을 기록하며 무서운 기세를 뽐내지만, 9월 12일에 있었던 보스턴 레드삭스와의 경기에서는 경기 도중 엉덩이 부분에 통증을 호소했고, 그 후 3일간 라인업에서 제외되며 MRI검사도 받으며 포스트 시즌을 앞두고 불안한 모습을 보인다. 시즌에서는 155경기에 나와서 .284의 타율과 37홈런, 99타점을 기록한다. OPS는 0.953로 자신의 커리어에서 가장 높은 수치를 기록했는데, 이것은 109개의 사구를 얻으며 .404의 출루율을 기록한 것이 크게 작용했다. 수비에서는 3루수로서 출장하여 136경기에서 +2의 수비방어점을 기록했다.
포스트 시즌에서는 텍사스 레인저스와의 디비전 시리즈 1차전에서 결승 적시타를 때려냈으며, 팀이 3연승을 하는 동안에는 3경기 모두 나와서 .538의 타율과 .571의 출루율, 4개의 2루타과 3개의 타점을 기록한다. 클리블랜드 인디언스와의 챔피언십 시리즈 4차전에서 3회말에 상대팀의 에이스인 코리 클루버를 상대로 솔로 홈런을 때려내는데, 이 홈런은 이날 경기의 결승포가 되며 팀이 챔피언십 시리즈에서 첫승리를 하는데 큰 역할을 한다. 하지만 팀은 5차전에서 패하며 시즌을 마감한다.

#### 2017년
시즌이 시작되기 전부터 2016년 내셔널 리그의 MVP인 크리스 브라이언트와 매니 마차도 등을 제치고 MLB네트워크에서 선정한 3루수 부문 선수 랭킹 1위에 올랐다. 하지만, 시즌이 시작하기 전에 오른쪽 종아리 부상을 당하며, 목발을 짚고 다니며, 불안하게 보였으나, 3월 21일부터 시범경기에 합류하며 컨디션을 조율했다.
시즌이 시작된 후에는 9경기에서 .310의 타율과 2홈런, 4타점을 기록하며 순항하고 있었으나, 4월 14일에 있었던 볼티모어 오리올스와의 경기에서 주루 플레이 도중 오른 발에 불편함을 호소하며 교체되었고, 다음날에는 시즌이 시작되기 전에 부상당했었던 오른쪽 종아리 부상이라는 발표와 함께 10일 부상자 명단에 등재되었다. 이후 팀의 주축선수들인 트로이 툴로위츠키, 애런 산체스 등이 차례대로 부상자 명단에 오르며 소속팀인 블루제이스는 불안하게 4월달을 보낸다. 더욱이, 금방 돌아올 수 있을것 같았지만, 1달 이상 결장하며 팀은 위기에 빠진다. 부상으로 시달리던 전반기에는 0.261의 타율과 9홈런, 25타점, OPS 0.867에 그친다.
후반기에서는 전반기에 부진하던 모습을 털어내며 8월 14일부터 5경기 연속 멀티히트와 함께 6개의 타구를 담장 밖으로 넘겨버린다. 또한, 8월 18일에 있었던 탬파베이 레이스와의 홈경기 에서는 2개의 솔로 홈런을 쳐내며 시즌 19-20호 홈런을 동시에 달성하며, 5년 연속 20홈런 시즌을 만들어낸다. 시즌에서는 2012년 이후 가장 적은 113경기에 나와서 .270의 타율과 78개의 타점을 기록하였으나, 오히려 홈런은 33개를 기록하며 타석당 홈런수는 증가하였다.

## 선수로서의 특징
현재 3루수로 등록이 되어있지만, 강한 어깨를 가지고 있어서 2012년까지는 포수로 출장하기도 했다.

## 인물
5살 때에 아버지가 죄를 지어 16년간 복역하게 되어 어머니인 리사 혼자서 도널드슨을 키웠다.
학업태도가 아주 성실하여 집에 귀가하면 바로 과제 등을 끝냈고, 성적은 전부 A가 아니면 B일 정도로 좋았다.
트레이드 된 이후인 2014년 12월 9일에는 트위터에 구단으로부터 유니폼과 모자를 선물받을 것을 올리기도 했다.

## 수상 경력
- 이 달의 선수 1회 : 2013년 9월
- 메이저 리그 올스타전 선출 3회 : 2014년 ~ 2016년
- 메이저 리그 베이스볼 최우수 선수상 수상 1회 : 2015년

## 연도별 타격 성적
| 연 도     | 소 속     | 경 기 | 타 석 | 타 수 | 득 점 | 안 타 | 2 루 타 | 3 루 타 | 홈 런 | 루 타 | 타 점 | 도 루 | 도 루 자 | 희 생 번 | 희 생 플 | 볼 넷 | 고 4 | 사 구 | 삼 진 | 병 살 타 | 타 율 | 출 루 율 | 장 타 율 | O P S |
| --------- | --------- | ----- | ----- | ----- | ----- | ----- | ------- | ------- | ----- | ----- | ----- | ----- | -------- | -------- | -------- | ----- | ---- | ----- | ----- | -------- | ----- | -------- | -------- | ----- |
| 2010년    | OAK       | 14    | 34    | 32    | 1     | 5     | 1       | 0       | 1     | 9     | 4     | 0     | 0        | 0        | 0        | 2     | 0    | 0     | 12    | 0        | .156  | .206     | .281     | .487  |
| 2012년    | OAK       | 75    | 294   | 274   | 34    | 66    | 16      | 0       | 9     | 109   | 33    | 4     | 1        | 0        | 1        | 14    | 0    | 5     | 61    | 6        | .241  | .289     | .398     | .687  |
| 2013년    | OAK       | 158   | 668   | 579   | 89    | 174   | 37      | 3       | 24    | 289   | 93    | 5     | 2        | 1        | 6        | 76    | 2    | 6     | 110   | 15       | .301  | .384     | .499     | .883  |
| 2014년    | OAK       | 158   | 695   | 608   | 93    | 155   | 31      | 2       | 29    | 277   | 98    | 8     | 0        | 0        | 4        | 76    | 5    | 7     | 130   | 16       | .255  | .342     | .456     | .798  |
| 2015년    | TOR       | 158   | 711   | 620   | 122   | 184   | 41      | 2       | 41    | 352   | 123   | 6     | 0        | 2        | 10       | 73    | 0    | 6     | 133   | 16       | .297  | .371     | .568     | .939  |
| 2016년    | TOR       | 155   | 700   | 577   | 122   | 164   | 32      | 5       | 37    | 317   | 99    | 7     | 1        | 2        | 3        | 109   | 6    | 9     | 119   | 16       | .284  | .404     | .549     | .953  |
| 통산：6년 | 통산：6년 | 718   | 3102  | 2690  | 461   | 748   | 158     | 12      | 141   | 1353  | 450   | 30    | 4        | 5        | 24       | 350   | 13   | 33    | 565   | 69       | .278  | .365     | .503     | .868  |

- 2016시즌 종료 기준
- 굵은 글씨는 리그 1위

### 주해
1. ↑  실제로 2007년에 시카고 컵스에게 지명되었을 때는 3루수가 아닌 포수로 지명되었다.

### 출전
1. ↑  “Josh Donaldson Statistics and History” (영어). baseballreference. 2017년 11월 3일에 확인함.
2. ↑  http://mlb.mlb.com/news/article.jsp?ymd=20130509&content_id=47074736&vkey=news_oak&c_id=oak
3. ↑  “보관된 사본”. 2014년 12월 27일에 원본 문서에서 보존된 문서. 2014년 12월 21일에 확인함.
4. ↑  http://www.dailian.co.kr/news/view/120495
5. ↑  http://news.heraldcorp.com/view.php?ud=20130708001000&md=20130711004226_BL
6. ↑  http://imnews.imbc.com/replay/2013/nwtoday/article/3310517_18590.html
7. ↑  http://sports.donga.com/3/all/20131002/57958308/2
8. ↑  http://www.newsen.com/news_view.php?uid=201409102107471040
9. ↑  http://www.newsen.com/news_view.php?uid=201409221343131040
10. ↑  http://star.mt.co.kr/stview.php?no=2014070708093803109&outlink=1&ref=http%3A%2F%2Fsearch.naver.com
11. ↑  http://sports.donga.com/3/all/20141124/68126595/2
12. ↑  http://espn.go.com/mlb/story/_/id/11951977/oakland-athletics-trade-josh-donaldson-toronto-blue-jays
13. ↑  http://www.newsen.com/news_view.php?uid=201412011045291040
14. ↑  http://osen.mt.co.kr/article/G1110221233
15. ↑  http://sports.donga.com/3/all/20151120/74898655/2
16. ↑  https://search.naver.com/p/cr/rd?m=1&px=435&py=963&sx=435&sy=375&p=TQWQIlpySEZssta+SNossssss2d-270338&q=%C1%B6%BD%AC+%B5%B5%B3%AF%B5%E5%BD%BC&ssc=tab.news.all&f=news&w=news&s=YBONV+VLM5fJNyaX/wgurg==&time=1509646497421&a=nws*y.outtit&r=7&i=88127053_000000000000000000420073&g=382.0000420073&u=http%3A//sports.donga.com/3/all/20151101/74525995/2
17. ↑  http://www.newsen.com/news_view.php?uid=201602091600061040
18. ↑  http://www.mbcsportsplus.com/news/?mode=view&cate=2&b_idx=99978907.000#07D0
19. ↑  http://www.mbcsportsplus.com/news/?mode=view&cate=2&b_idx=99976150.000#07D0
20. ↑  http://sports.chosun.com/news/ntype.htm?id=201610080100050680003496&servicedate=20161007
21. ↑  http://www.newsen.com/news_view.php?uid=201610190808541040
22. ↑  http://sports.donga.com/3/all/20170117/82427669/2
23. ↑  http://isplus.live.joins.com/news/article/article.asp?total_id=21476840&cloc=
24. ↑  http://sports.donga.com/3/all/20170818/85875676/2
25. ↑  http://www.newsen.com/news_view.php?uid=201412101707081031